# Curtara abjecta
Curtara abjecta är en insektsart som beskrevs av Fowler 1903. Curtara abjecta ingår i släktet Curtara och familjen dvärgstritar. Inga underarter finns listade i Catalogue of Life.